# Lingua walser
L'idioma walser è una particolare variante del dialetto tedesco meridionale, chiamata altissimo alemanno, ed è molto simile allo svizzero tedesco nella sua forma più arcaica.
Tra le varianti note, si citano il titsch di Gressoney-Saint-Jean e di Macugnaga, il töitschu di Issime e il titzschu di Alagna Valsesia; Rimella e Formazza.

## Distribuzione geografica e dialetti
Il numero totale di parlanti nel mondo è stimato a 22.000 parlanti (a partire dal 2004), di cui circa 10.000 in Svizzera. Poiché il gruppo dialettale è piuttosto esteso, raramente vi è alcun contatto tra i dialetti. Pertanto i vari dialetti che compongono il Walser sono molto diversi tra loro. Specifici dialetti Walser possono essere ricondotti ai dialetti orientali o occidentali dell'Alto Vallese. I dialetti walser più conservatori sono più simili ai rispettivi gruppi di dialetti vallesani che agli altri dialetti walser vicini.

### Austria
In Austria alcune comunità sono presenti nel Vorarlberg vicino al confine col Liechtenstein e nel limitrofo paese federale Tirolo: Grosses Walsertal, Kleines Wiesental; Tannberg, Schröcken, Lech e Warth, parti di Steeg nella valle del Lech, Galtür e Ischgl nella valle Paznaun, Brand, Bürserberg, Dünserberg, Ebnit, Laternsertal, Damüls e Silbertal.

### Italia

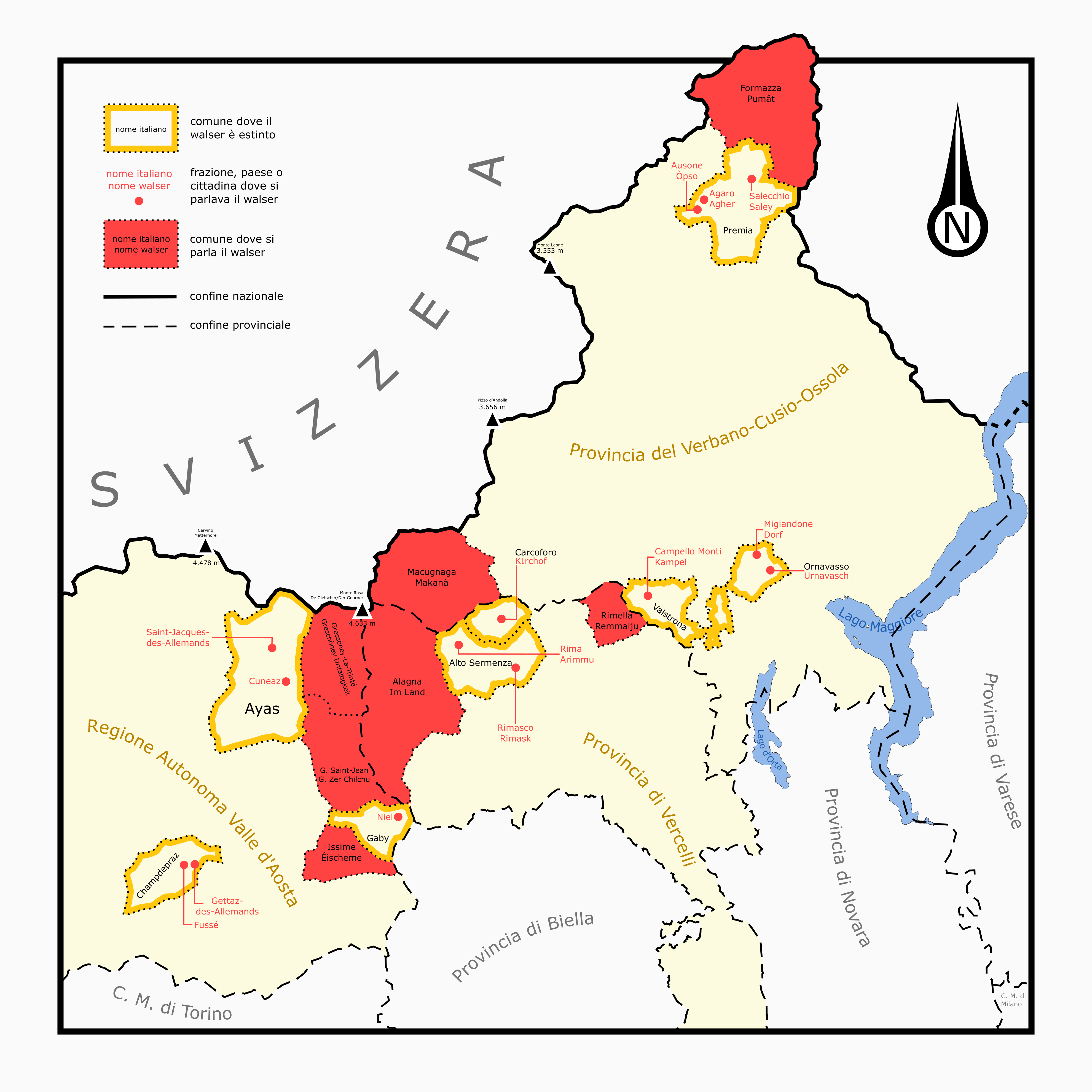
Mappa della comunità Walser in Italia, definita dall'estensione della lingua, mostrando i comuni dove la lingua è parlata (in rosso) o era parlata in passato (contorno giallo)

La lingua è parlata nelle seguenti valli valdostane del massiccio del Monte Rosa:
- Gressoney-La-Trinité
- Gressoney-Saint-Jean
- Issime
- storicamente in alta Val d'Ayas e a Champdepraz.

E nei seguenti comuni piemontesi:
- Alagna Valsesia (VC) (e nell'ex comune di Riva Valdobbia, soppresso e aggregato ad Alagna nel 2019)
- Rimella (VC)
- Formazza (VB)
- Macugnaga (VB)
- in passato anche a Rima, Rimasco e Carcoforo in provincia di Vercelli, e a Ornavasso, Migiandone, Campello Monti (frazione di Valstrona), Agaro, Ausone e Salecchio (frazioni di Premia) in provincia del Verbano-Cusio-Ossola.[4]

### Liechtenstein
Vi sono importanti comunità a Planken e Triesenberg, probabilmente colonizzato da Prättigau.

### Svizzera
In Svizzera la lingua Walser è presente nei seguenti cantoni e località:
- Argovia: Kleinwalsertal
- Oberland bernese: Lauterbrunnen, Mürren e Planalp
- Cantone dei Grigioni: Rheinwald, Obersaxen, Vals GR, Signina, Gemeinde Riein, Safiental, Tenna, Valendas, Versam, Tschappina, Avers, Mutten, Schanfigg, Landwassertal superiore, Davos e Prättigau
- Canton Ticino: Bosco Gurin (unico comune non Italiano del Cantone)
- Canton San Gallo: Calfeisental e Taminatal
- Canton Vallese: Sempione e Gondo (Zwischbergen)

Nel Vallese, inoltre, comunità linguistiche di lingua tedesca, che parlano un dialetto alemanno chiamato Walliserdeutsch, risiedono nei distretti di Goms di Brig, Visp, Raron e Leuk.
Nell'alto Vallese, la parte orientale del cantone, si parla un dialetto alemanno chiamato Haut-Valaisan.

## Morfologia e sintassi
La cultura e la lingua dei Walser sono in parte sopravvissute fino ai giorni nostri; il dialetto alto alemanno walser differisce notevolmente dai dialetti alto alemanni dei Grigioni e dai dialetti medio alemanni dell'area del Vorarlberg. Una caratteristica tipica che definisce il Walser è il suono sch in parole come schi «loro» (singolare e plurale), böösch «malvagio», ünsch/iisch «noi», Müüsch/Miisch «topi», Hüüscher/Hiischer "case". Altre caratteristiche del Walser sono i tratti tipici del dialetto alemanno occidentale o sudoccidentale, che, tuttavia, rispetto ai Grigioni e al Vorarlberg possiede alcune differenze, tra le quali: il presente er geit/gäit, schteit/schtäit «egli va, sta» (anche in tedesco bernese, ma nei vicini dialetti non Walser he gaat/goot, schtaat/schtoot) o il plurale di due sillabe del sostantivi maschili forti come Taga, Tage "giorni" (nei dialetti vicini, tuttavia, Taag o Tääg apocopati e spesso con dieresi). Lo stesso vale per l'iniziale /k/ trasformata in /ch/, come in Chind «bambino», che è una caratteristica diffusa dei dialetti dell'Alto Alemanno ma non si trova nei dialetti vicini della Valle del Reno di Coira, del Liechtenstein e del Vorarlberg.
Similmente al tedesco standard anche il walser possiede tre generi (maschile, femminile e neutro) e quattro casi (nominativo, genitivo, accusativo e dativo). Per quanto riguarda i dialetti walser parlati in Valle d'Aosta, il titsch parlato a Gressoney presenta diversi prestiti dal tedesco ( d'verwantò, che significa "parenti", da die Verwandten) , mentre il töitschu di Issime è stato influenzato dal francese (da mutschur, che significa "fazzoletto", da mouchoir).
In questa sezione si prenderà in esame la grammatica del pomattertitsch, dialetto walser di Formazza (Pumât in walser).

### Sostantivi
Come detto sopra, il walser distingue tre generi, due numeri (singolare e plurale) e quattro casi, così come nella gran parte dei dialetti tedeschi. Il titsch di Formazza fa distinzione anche fra nomi (maschile e femminili) forti e deboli.
|                 | Maschile forte | Maschile debole | Neutro      | Femminile forte | Femminile debole |
| --------------- | -------------- | --------------- | ----------- | --------------- | ---------------- |
| Nom./Acc. sing. | tag            | attu            | jar         | hand            | matta            |
| Gen. sing.      | tagsch         | atte            | jarsch      | hand            | mattu            |
| Dat. sing.      | tag            | atte            | jar         | hand            | mattu            |
| Nom./Acc. plur. | taga           | atte            | jar         | hend            | matte            |
| Gen. plur.      | tagu (tago)    | attu            | jaru (jaro) | hendu (hendo)   | mattu            |
| Dat. plur.      | tagu           | attu            | jaru        | hendu           | mattu            |

### Articoli
Il titsch possiede anche un articolo determinativo (der,ds,  d'/di) e uno indeterminativo (e/en, es, e/en):

#### Declinazione dell'articolo determinativoder,ds,d'/di
|      | Maschile | Neutro  | Femminile | Plurale |
| ---- | -------- | ------- | --------- | ------- |
| Nom. | der      | ds      | d(i)      | d(i)    |
| Acc. | der/de   | ds      | d(i)      | d(i)    |
| Gen. | tsch/ds  | tsch/ds | der       | de      |
| Dat. | dem      | dem     | der       | de      |

#### Declinazione dell'articolo indeterminativoe/en,es,e/en
|      | Maschile | Neutro | Femminile           |
| ---- | -------- | ------ | ------------------- |
| Nom. | e(n)     | es     | e(n)                |
| Acc. | e(n)     | es     | e(n)                |
| Gen. | es       | es     | er(e)(n)            |
| Dat. | em/eme   | em/eme | er(e)(n)/ener(e)(n) |

### Aggettivi
In walser, così come in tedesco, anche l'aggettivo viene declinato, e concorda in genere e numero con il nome che accompagna. Anche gli aggettivi si dividono in forti e deboli.

### Declinazione dell'aggettivo in forma forte
Midä ("stanco") 
|           |           | Masc. | Neutro | Fem. |
| --------- | --------- | ----- | ------ | ---- |
| Singolare | Nom./Acc. | midä  | mids   | midi |
|           | Dat.      | mide  | mide   | midu |
| Plurale   | Nom./Acc. | mid   | midi   | mid  |
|           | Dat.      | mide  | mide   | mide |

### Declinazione dell'aggettivo in forma debole
|           |           | Masc. | Neutro | Fem. |
| --------- | --------- | ----- | ------ | ---- |
| Singolare | Nom./Acc. | mid   | mid    | mid  |
|           | Dat.      | mide  | mide   | midu |
| Plurale   | Nom./Acc. | midu  | midu   | midu |
|           | Dat.      | mide  | mide   | mide |

### Pronomi
In pomattertitsch si fa distinzione tra pronomi personali ed impersonali. Il pronome impersonale, mu, esiste solo alla terza persona singolare, mentre quelli personali invece concordano in numero e in caso.
Pronomi personali:
|           |      | Prima persona | Seconda persona | Terza persona                                |
| --------- | ---- | ------------- | --------------- | -------------------------------------------- |
| Singolare | Nom. | ich/-i        | dü              | Masch: är/-er Neutro: äs/-s Femm: schi/-sch  |
|           | Acc. | mich/-mi      | dich/-di        | Masch: är/-ne Neutro: äs/-s Femm: schi/-scha |
|           | Dat. | mir/-mer      | dir/-der        | Masch: imu/-mu Neutro: imu/-mu Femm: iru/-ru |
| Plurale   | Nom. | wir/-wer      | ir/-er          | schi/-tsch/-schi                             |
|           | Acc. | intsch/-isch  | eich (ewch)     | schi/-schu                                   |
|           | Dat. | intsch        | eich (ewch)     | ine/-ne                                      |

### Verbi
I verbi in pomattertitsch si possono classificare in quattro categorie in base alla desinenza dell'infinito e del participio :
- verbi forti: infinito e participio in -ä, come schlissä/gschlossä ("chiudere"), wärfa/gworfä ("tirare","lanciare") ;
- verbi deboli: infinito in -ä e participio in -t : zellä/zellt ("parlare"), läbä/gläbt ("vivere");
- verbi deboli con l'infinito in -u e participio in -(u)t o -ut: machu/gmachut ("fare"), losu/glost ("ascoltare","sentire"), malu/gmalut ("dipingere");
- verbi deboli, derivati dall'italiano, con infinito in -ire e participio in -irt: pentsire/pentsirt ("pensare"), studire/studirt ("studiare").

Le classi verbali più comuni sono la terza e la quarta ; la terza comprende molti verbi derivati da sostantivi, mentre la quarta comprende molti prestiti dall'italiano.

### Coniugazione dei verbiwärfä,zelläemachu(indicativo presente)
|                      | classe 1   | classe 2   | classe 3  |
| -------------------- | ---------- | ---------- | --------- |
| ich 'io'             | wärfä      | zellä      | machu     |
| dü 'tu'              | wirfsch(t) | zellsch(t) | machuscht |
| är/äs/schi 'lui,lei' | wirft      | zellt      | machut    |
| wiər 'noi'           | wärfä      | zellä      | machu     |
| ir 'voi'             | wärfät     | zellät     | machut    |
| schi 'essi'          | wärfän     | zellän     | machun    |

### Coniugazione dei verbi "speciali" (indicativo presente)
|                       | essere   | fare     | andare    | sapere  | dovere   | potere |
| --------------------- | -------- | -------- | --------- | ------- | -------- | ------ |
| ich 'io'              | bi       | tö       | ga        | weis    | cha      | mös    |
| dü 'tu'               | bisch(t) | tösch(t) | ge(i)scht | weischt | chantsch | möscht |
| är/äs/schi 'lui, lei' | isch(t)  | töt      | ge(i)t    | weis    | chan     | mös    |
| wiər 'noi'            | si       | tiə      | gänge     | wissu   | chunnu   | mössu  |
| ir 'voi'              | sit      | tit      | gänget    | wist    | chunt    | mössut |
| schi 'loro'           | sin      | tin      | gängen    | wissun  | chunnum  | mössun |

Il pomattertitsch non possiede il tempo passato, ma si usa invece il "presente perfetto", che si forma con gli ausiliari (essere e avere) seguiti dal participio passato.

### Sintassi
I dialetti walser hanno quasi tutti lo stesso ordine di parole del tedesco, anche se in alcune varianti (specialmente nei dialetti parlati in Italia) l'ordine sintattico può variare: in tedesco il verbo finito va in seconda posizione, mentre quello non finito va in ultima posizione. Nei dialetti di Issime, Rimella e Alagna Valsesia si mettono uno di seguito all'altro :
- «Aford an olti piri häd g'chauft à schworzi hennju [...]» (Alagna Valsesia) ;
- «Er haje(n)-entacht d asschu under ts chime [...]» (Rimella);
- «Méin oalten atte ischt gsinh van in z'Überlann, un d'oaltun mamma ischt van Éischeme, ischt gsing héi van im Proa [...]» (Issime).

## Lessico
Confronto fra le varietà titsch e töitschu.
| titsch              | töitschu            | tedesco         | italiano    |
| ------------------- | ------------------- | --------------- | ----------- |
| d'verwantò          | z'gschlecht         | die Verwandten  | parenti     |
| der atto, der pappa | dar attu, dar pappa | der Vater       | padre       |
| bés z'néchschta     | unz widergsien      | auf Wiedersehen | arrivederci |
| guetnacht           | gut nacht           | gute Nacht      | buonanotte  |
| guetetag            | guten tag           | guten Tag       | buongiorno  |
| gueten oabe         | guten oaben         | guten Abend     | buonasera   |
| jener               | dar gruass moanut   | Januar          | gennaio     |
| ougschte            | augschte            | August          | agosto      |
| de hònn             | dar hunn            | der Hund        | cane        |
| d'chatzò            | d'chatzu            | die Katze       | gatto       |
| gä, kä              | geen, kee           | geben           | dare        |
| géeld               | z'geeld             | Geld            | denaro      |

### Numeri a 1 a 20
In töitschu:
- 1 = eis
- 2 = zwei
- 3 = dröi
- 4= viri
- 5 = vünvi
- 6 = sekschi
- 7 = sibni
- 8 = achti
- 9 =  nöini
- 10 = zieni
- 11 = élvi
- 12 = zwélvi
- 13 = dréizeni
- 14 = virzeni
- 15 = vüefzeni
- 16 = séchzeni
- 17 = sibenzeni
- 18 = achzeni
- 19 = nöinzeni
- 20 = zwénzg

## Esempi
Qui sotto alcuni esempi di testi, con relativa traduzione, in alcune delle varianti della lingua walser presenti in differenti località.

### Piemonte

#### Alagna Valsesia
| Un testo in lingua walser Laindertitzschu di Alagna Valsesia: | Traduzione in italiano: |
| --- | --- |
| «Aford an olti piri häd g'chauft à schworzi hennju van ainem ljikke hennjumandj, dos ra häd g'said: "Haira woul sourg, di bringtne glick". Dan nouchre tog häd d'hennja g'laid as guldis ai. Si hädra woul g'ge z'asse: und dà zwende tog häd's g'laid as anders guldis ai. "Di häd dan buch volle gold", hädra g'sinnud d'olt piri, und oni mei sy virirrd, mid ainem messer tuad uf dan buch der hennju. Wa am platz ds golds, findt si nua ds g'derem und d' hennja ïst g'chleckt» | «Una volta una vecchia contadina comprò una gallina nera da un piccolo pollaiuolo, il quale le disse: "Abbiatene ben cura, essa vi porta fortuna". Il giorno seguente la gallina depose un uovo d'oro. Ella le diede bene da mangiare ed il secondo giorno depose un altro uovo d'oro. "Ha il ventre pieno d'oro", pensò la vecchia contadina, e senza più riflettervi, con un coltello apre il ventre alla gallina. Ma invece dell'oro trova solo le interiora e la gallina morì» |

#### Rimella
| Un testo in lingua walser di Rimella: | Traduzione in italiano: |
| --- | --- |
| «''Er haje(n)-entacht d asschu under ts chime, und hawwer noch gvunnut e vljeschpu. Esch hétschech àrkit, und nu schinetsch wié (n) e schtérnu. Wé làng? En ts hüüsch isch mì ljeksch wett...» | «Abbiamo smosso la cenere del focolare, e vi abbiamo ancora trovato della brace. Si è ripresa ed ora brilla come una stella. Per quanto tempo ancora? Nella casa è rimasta poca legna...» |

### Valle d'Aosta

#### Issime
| Un testo in lingua walser töitschu di Issime: | Traduzione in italiano: |
| --- | --- |
| «Méin oalten atte ischt gsinh van in z'Überlann, un d'oaltun mamma ischt van Éischeme, ischt gsing héi van im Proa. Stévenin ischt gsinh dar pappa, la nonna ischt gsinh des Chamonal. [...] D'alpu ischt gsinh aschua van méin oalten pappa. Ich wiss nöit ol z'is heji... Ischt gsinh aschuan d'oaltu, un d'ketschu, gmachut a schian ketschu in z'Überlann. Méin pappa ischt gsinh la déscendance, dschéin pappa, aschuan méin oalten atte, ischt gsinh aschuan doa. Vitor van z'Überlann. Un té hedder kheen a su, hets amun gleit das méin pappa hetti kheisse amun Vitor. Eer het dschi gwéibut das s'het kheen sekschuvöfzg joar un het kheen zwia wetti das. zwienu sén gsinh gmannutu un zwianu sén nöit gsinh gmannutu. Dsch'hen génh gweerhut middim un dschi pheebe middim. Un darnoa ischt mu gcheen a wénghjen eina discher wettu» | «Mio nonno era di Gaby e mia nonna era di Issime, era di qua del Praz. Stévenin era il papà, la nonna era della famiglia Chemonal. [...] L'alpeggio [nel vallone di Bourinnes] era forse di mio nonno. Non so se fosse dalla parte paterna, sai? Era già dei vecchi, e avevano la casa, una bella casa a Gaby. Vittorio, mio papà era della descendance, suo papà, mio nonno, era di là. Vittorio di Gaby. E poi ha avuto un figlio, e gli ha dato il suo nome, così che mio papà si chiamava di nuovo Vittorio. Lui si è sposato che aveva 56 anni ed aveva quattro sorelle che due erano sposate e due non lo erano. Hanno sempre lavorato e vissuto con lui. E poi è mancata una di queste sorelle» |